# Tschirschkové
Tschirschkové (Čirškové) (v němčině Tschirschky či Tschierschky) je starý šlechtický rod, usazený ve Slezsku. Potomci rodu žijí dodnes.

## Historie

### Legenda o původu
Dle legendy je zakladatelem tohoto slezského rodu prostý uhlíř. Ten byl jednou napaden bůvolem, a byť byl neozbrojený, dokázal jej přemoci. Jeho panovník, polský kníže, mu za to daroval lesy a pozemky. Brzy byl počítán mezi rytíře a šlechtu. 
Tuto legendu dokazuje plno starých kronik, jež přisuzují původ tohoto rodu  uhlíři.[zdroj?]

### Dějiny rodu
Rodina byla poprvé zmíněna v listině z 10. března 1329. Rod se stal posléze hodně movitým a vytvořily se slezská, braniborská a saská linie.[zdroj?]
Za zakladatele slezské linie je považován Ernst Leonhard, narozený  roku 1647. Je zmíněn i v lehnické kronice, dle níž byl zmíněn jako velice ušlechtilý člověk. Sloužil vévodské rodině Holstein-Plön na vévodství Brieg. Zemřel v únoru 1721.
Slezská větev prý byla hodně bohatá, ovšem po třicetileté válce ztratila plno majetku, až jí zůstalo pouze sídlo Kobelau.
Günther von Tschirschky (21. června 1860–1914), jenž po náhlé smrti svého staršího bratra přešel do nástupnické linie, se roku 1887 oženil s Johannou von Limburg-Stirum (1866–1943). Z tohoto sňatku vzešlo osm dětí, mezi nimi oficír Bernhard von Tschirschky, praktikant Hans Adam von Tschirschky, dvorní dáma Sibylla von Tschirschky a diplomat Fritz Günther von Tschirschky. 
Potomci rodu žijí dodnes.

## Známí představitelé
- Bernhard Hans Levin von Tschirschky und Bögendorff (1862–1930), pruský okresní správce okresu Zauch-Belzig
- Bernhard von Tschirschky und Bögendorff (1888–1916), pruský námořní důstojník, velitel, námořní atašé v Osmanské říši
- Ernst Richard von Tschirschky und Bögendorff (1822–1904), pruský důstojník a velitel vévodského brunšvického pěšího pluku č. 92
- Friedrich August Albrecht von Tschirschky (1792–1799), pruský generálmajor, velitel pevnosti Wesel
- George Heinrich von Tschirsky, pruský okresní správce (1770–1785) okresu Falkenberg OS
- Heinrich Friedrich Levin von Tschirschky und Bögendorff (1828–1852), pruský okresní správce pro okres Zauch-Belzig
- Carl Wilhelm von Tschirschky (1735–1803), pruský generálmajor
- Carl Otto Heinrich von Tschirschky und Bögendorff (1802–1833), pruský důstojník, buditel, pietista, separatista
- Otto Julius von Tschirschky und Bögendorff (1852–1861), pruský okresní správce pro okres Zauch-Belzig
- Julius Friedrich von Tschirschky und Bögendorff (1737–1814), lord z Peilau-Schlössel od roku 1774
- Benno von Tschirschky-Reichell (1810–1878), statkář Gut Schlanz a pruský politik
- Adolf von Tschirschky und Bögendorff (1828–1893), saský generálporučík
- Mortimer von Tschirschky (1844–1908), německý vyslanec a poslanec
- Heinrich von Tschirschky (1858–1916), německý ministr zahraničí a velvyslanec v Rakousku-Uhersku